# Lin Sun
Lin Sun  é um personagem das histórias em quadrinhos americanas, publicadas pela Marvel Comics.

## Historia
Lin Sun era um instrutor de artes marciais que foi atacado por ninjas fora de seu dojo. Ele lutou contra eles, e depois encontrou três amuletos de jade em forma de cabeça de tigre e patas. Em sua caixa estava inscrito o lema "Quando três são chamados e ficar como um, como um que eles vão lutar, a vontade deles será feita. Para cada um nasce de novo, o filho do tigre." Ele compartilhou os amuletos com seus amigos e colegas artistas marciais Bob Diamond e Abe Brown, e os três descobriram que quando repetiam o lema, suas habilidades em artes marciais eram combinadas e sua força aumentava em três vezes.
Os três homens começaram a usar suas habilidades para combater o crime, juntando-se a pessoas como Homem-aranha e Punho de Ferro, e lutando contra o grupo conhecido como os Silent Ones.
Os Filhos do Tigre libertaram uma lutadora marcial Lotus Shinchuko do controle dos Silenciosos, e ela se envolveu romanticamente com Diamond e depois com Sun. As tensões causadas por esses envolvimentos levaram a equipe a se separar e deixaram de lado seus amuletos, que foram usados e utilizados pelo combatente do crime White Tiger.
Ele e Lotus ficaram em Manhattan, tentando sem sucesso encontrar um emprego. Quando souberam que um avião que levava Abe à Argélia caiu, tentaram contatar Diamond para ajudá-los a procurar por ele . Quando Bob foi declarado morto, eles foram contatados por seu agente Bernie Klieg, que os informou que eles e Abe herdaram a fortuna de Bob, mas eles recusaram o dinheiro